# Johnnie To

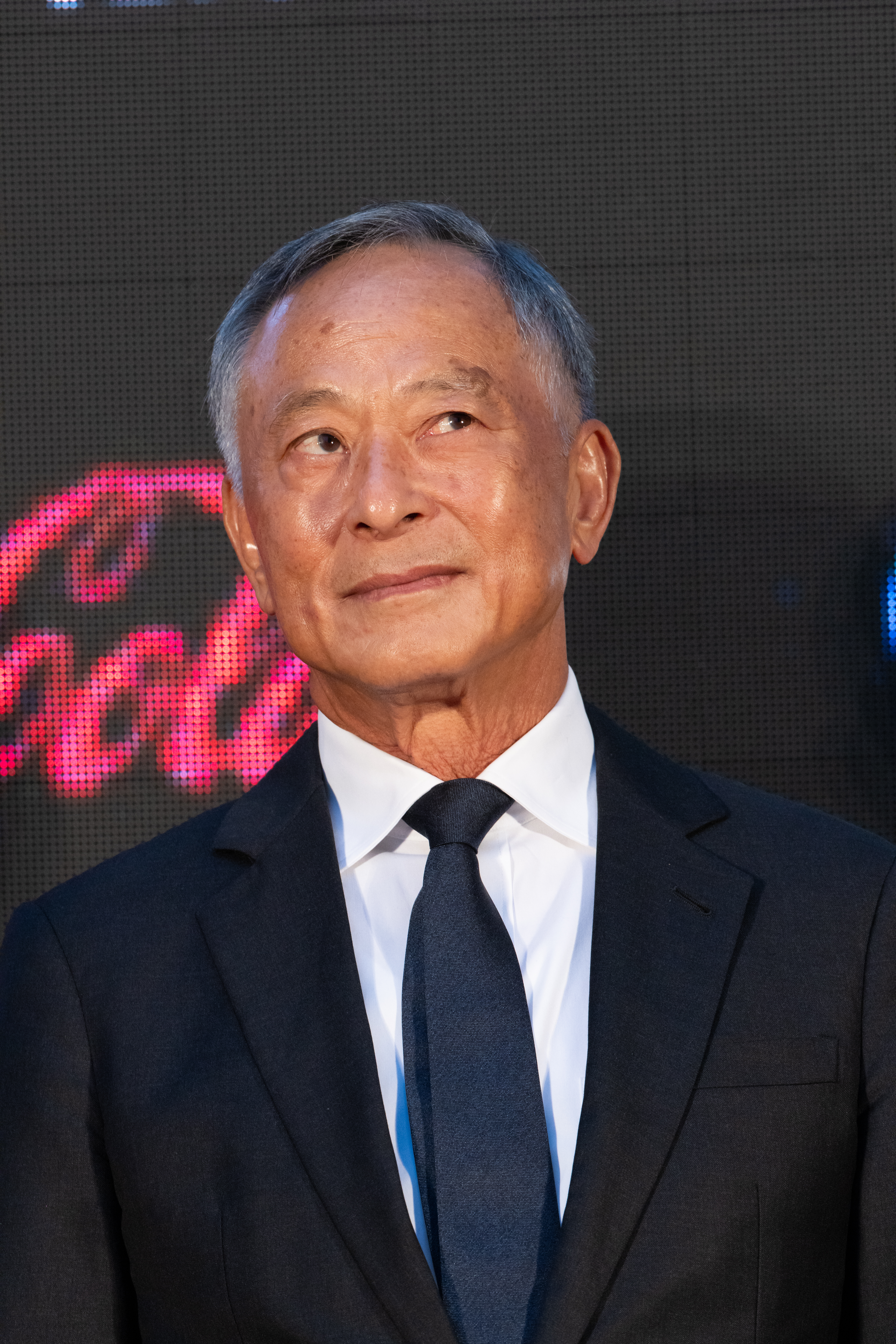
Johnnie To (2024)

Johnnie To Kei-fung, bekannt als Johnnie To (chinesisch 杜琪峰, Pinyin Dù Qífēng, Jyutping Dou6 Kei4fung1, kantonesisch To Kei-fung; * 22. April 1955 in Hongkong), ist ein chinesischer Filmregisseur und Produzent aus Hongkong, der bisher über 65 Filme selbst gedreht und über 70 Filme produziert hat.

## Leben
Seine Laufbahn startete Johnnie To 1974 als Produktionsassistent beim chinesischen Fernsehsender Television Broadcasts Limited (TVB). Nur drei Jahre später stieg er im Unternehmen zum Regisseur und Produzenten im Fachbereich Drama auf. Seine erste eigene Inszenierung folgte im Jahr 1980 mit The Enigmatic Case (碧水寒山奪命金). In den 1980er und 1990er Jahren folgte mit über 30 Filmen eine äußerst produktive und erfolgreiche Schaffensphase, die ihn über die Landesgrenzen hinaus bekannt machte.
Berühmt wurde er, als 1989 sein Film The Story of Ah Long (阿郎的故事) mit Chow Yun-Fat zu einem der größten Kassenschlager des Jahres in Hongkong wurde. Zudem drehte er sehr viele Komödien, wie beispielsweise Needing You (孤男寡女) und Actionfilme, wie z. B. PTU (Police Tactical Unit). In den letzten Jahren waren viele seiner Filme bei den bekanntesten Filmfestivals der Welt vertreten, so zum Beispiel Throw Down (柔道龍虎榜) 2004 und Exiled (放‧逐) 2006 beim Venedig Film Festival. 2004 wurde Johnnie To für seinen Film Breaking News (大事件) bei dem Cannes Film Festival ausgezeichnet. Auch beim Toronto Film Festival, der Berlinale sowie dem Asia Filmfest sind seine Filme seit 1999 ständig vertreten.

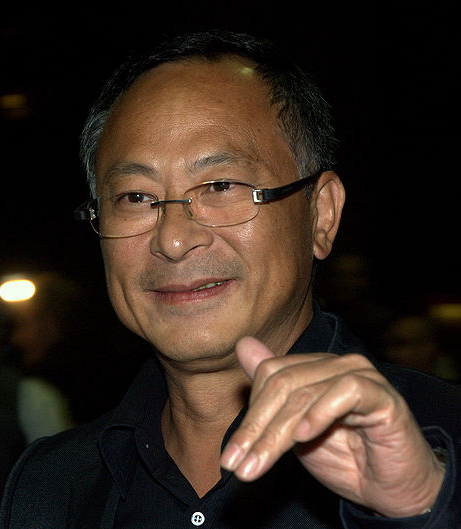
Johnnie To (2009)

2008 wurde To in die Wettbewerbsjury der 65. Filmfestspiele von Venedig unter dem Vorsitz des deutschen Regisseurs Wim Wenders berufen. Ein Jahr später erhielt er für Vengeance (復仇), in dem Johnny Hallyday einen ehemaligen Berufskiller in Hongkong spielt, eine Einladung in den Wettbewerb der 62. Internationalen Filmfestspiele von Cannes. Zwei Jahre später wurde To in die Wettbewerbsjury der 64. Filmfestspiele von Cannes berufen. 2011 folgte für Life Without Principle (奪命金) Tos dritte Einladung in den Wettbewerb von Venedig. 2015 wurde sein Film Don’t Go Breaking My Heart 2 (單身男女2) bei der Woche der Kritik gezeigt.
2017 wurde er in die Academy of Motion Picture Arts and Sciences (AMPAS) aufgenommen, die jährlich die Oscars vergibt.
Im Jahr 2023 wurde er in die Wettbewerbsjury der 73. Berlinale eingeladen.

## Filmografie (Auswahl)

### Regie
- 1986: Happy Ghost 3
- 1987: Seven Years Itch
- 1988: The Eighth Happiness
- 1989: All About Ah Long
- 1993: The Heroic Trio
- 1995: Loving You
- 1999: Running Out of Time
- 1999: Where A Good Man Goes
- 1999: The Mission – Ihr Geschäft ist der Tod
- 2000: Needing You
- 2001: Wu yen
- 2001: Fulltime Killer
- 2002: Fat Choi Spirit
- 2002: My Left Eye Sees Ghosts
- 2003: Turn Left, Turn Right
- 2003: Running on Karma
- 2003: PTU
- 2004: Breaking News
- 2004: Throw Down
- 2004: Yesterday Once More
- 2005: Election
- 2006: Election 2
- 2006: Exiled
- 2007: Mad Detective
- 2008: The Sparrow
- 2009: Vengeance (Fuk sau)
- 2011: Don’t Go Breaking My Heart (Daansan naamneoi)
- 2011: Life Without Principle (Dyut meng gam)
- 2012: Drug War (Duzhan)
- 2012: Romancing in thin Air (Gaohaiba zhi Lian 2)
- 2014: Don’t Go Breaking My Heart 2 (Daansan naamneoi 2)
- 2015: Office (Huali shangbanzu)
- 2016: Three (Sanrenxing)
- 2020: Septet – The Story of Hong Kong (Qīrén yuèduì)
- 2021: Election 3 (Hēishèhuì 3: Yǔsǎn gémìng)

### Produzent
- 1992: A Moment of Romance 2
- 1996: Beyond Hypothermia
- 1998: Expect the Unexpected
- 1998: The Longest Nite
- 1999: Running out of Time
- 2000: Needing you
- 2000: Spacked out
- 2001: Running out of Time 2
- 2006: 2 become 1
- 2007: Hooked on you
- 2007: Triangle
- 2009: Tactical Unit: Human Nature
- 2009: Tactical Unit: Comrades in Arms

- 2009: Accident - Make it look like an Accident
- 2011: Don’t Go Breaking My Heart (Daansan naamneoi)
- 2011: Punished
- 2012: Motorway
- 2012: Drug War
- 2013: Blind Detective
- 2013: Drug War
- 2014: Don’t Go Breaking My Heart 2 (Daansan naamneoi 2)
- 2015: Office (Huali shangbanzu)
- 2016: Three (Sanrenxing)
- 2016: Trivisa (shùdà zhāofēng)
- 2016: Three (Sanrenxing)
- 2020: Septet – The Story of Hong Kong (Qīrén yuèduì)